# Оракул Божественной Бутылки
«Оракул Божественной Бутылки» — концертный альбом группы «Аквариум», выпущенный в 2010 году. Записан 27 ноября 1998 года на дне рождения Бориса Гребенщикова в клубе «Оракул Божественной Бутылки» Андреем Гавриловым из Solyd Records.

## Список композиций
1. Трамвай (3:28)
2. Каменный уголь (3:40)
3. Трачу своё время (2:41)
4. Комната, лишённая зеркал (5:09)
5. Сторож Сергеев (3:28)
6. Немое кино (3:26)
7. Блюз диких людей (2:36)
8. С той стороны зеркального стекла (4:41)
9. Моей звезде (2:23)
10. Мой друг доктор (3:56)
11. Электрический пёс (4:42)
12. Скорбец (3:05)
13. Афанасий Никитин буги (3:54)
14. Два поезда (3:33)
15. Под мостом, как Чкалов (3:57)
16. Новая песня о Родине (3:48)
17. Чай (2:16)

## Участники записи
- Борис Гребенщиков — голос и гитара
- Олег Сакмаров — духовые
- Борис Рубекин — клавиши
- мастеринг — Борис Рубекин
- оформление альбома — Борис Гребенщиков и Владимир Заславский

## Об альбоме
Концерт состоялся в день рождения Бориса Гребенщикова в небольшом (вместимость около сотни человек) московском клубе «Оракул божественной бутылки». Название клуба (а стало быть и альбома) отсылает к роману «Гаргантюа и Пантагрюэль» французского писателя Франсуа Рабле: на путешествии к оракулу Божественной Бутылки строится значительная часть сюжета произведения. Несмотря на обилие реминисценций на роман в творчестве БГ, это название — единственная прямая цитата из Франсуа Рабле.
В концерте прозвучали песни, входившие в сольную программу 1998 года «Молитва и пост», которые на этот раз были исполнены при участии музыкантов, вскоре составивших костяк очередной инкарнации «Аквариума». Альбом выпущен только в 2010 году компанией Solyd records. Переиздан в 2013 году на виниле, входил в коллекционный бокс «Аквариум Live».

## Критика
Журналист портала «Fuzz» отметил домашнюю атмосферу концерта и отсутствие в сет-листе радиохитов. Журналист Гуру Кен обратил внимание на актуальность исполненных на концерте песен БГ 1980-х годов в момент издания альбома.
«Толика липких клавишных тембров Рубекина и деликатных опеваний флейт Сакмарова придают бряцанию гитары Бориса Гребенщикова иронический арт-роковый оттенок. Сам БГ то и дело забывает слова, нагоняет темп, рвет струны — и выглядит нормальным живым музыкантом. Который надолго опередил свое время» (Гуру Кен).